# Saint-Vincent, Haute-Garonne

Saint-Vincent este o comună în departamentul Haute-Garonne din sudul Franței. În 2009 avea o populație de 166 de locuitori.

## Evoluția populației
| An        | 1975 | 1982 | 1990 | 1999 | 2006 | 2009 |
| --------- | ---- | ---- | ---- | ---- | ---- | ---- |
| Populație | 34   | 47   | 60   | 99   | 145  | 166  |